# شيتاه (مغنية راب)
كيم أون يونغ، المعروفة بإسمها الفني شيتاه (بالكورية: 김은영)‏ هي مغنية راب كورية جنوبية، ولدت يوم 25 مايو 1990 في بوسان في كوريا الجنوبية.

## روابط خارجية
- Cheetah على موقع ميوزك برينز (الإنجليزية)